# Mohamed Fizazi
Mohamed Fizazi est né en 1949 dans un village près de Taza. Il est considéré comme un des prêcheurs les plus radicaux du Maroc. Il a été condamné après les attentats de Casablanca du 16 mai 2003 à 30 ans de prison pour son influence idéologique sur les responsables des attentats. Les kamikazes de Casablanca auraient fait partie de ses émules.

## Biographie
Il commença sa formation à l'école coranique puis à l'école publique et poursuit ses études supérieures à l'école normale d'instituteurs à Rabat. En 1970, il enseigne les mathématiques et le français à Tanger. Il commence à prêcher dans une petite mosquée dans le quartier Casa Barata. En 1980, il commence des études de jurisprudence islamique à l'université Al Quaraouiyine de Fès, et décroche une maîtrise en sciences du hadîth.
Il exprime des critiques très violente concernant Abdessalam Yassine. Il demande non sans ironie : « Qui sont donc ces messieurs les salafistes, ces gens du hadîth ? Sont-ils ces satellites financés de l'Arabie saoudite, que l'on voit s'envoler une ou deux fois par an vers les lieux saints pour renouveler les liens et se ravitailler ? Ce ne sont point des messieurs salafistes ou des gens du hadîth. Ce sont [...] des gens [...] du dirham et du riyal ». Il accuse les gens qui l'entourent d'idolâtrie. En 1999, il rend visite à Londres à Abou Qatada. Il a exprimé son admiration sur la chaine Al Jazeera pour les assassins de l'essayiste égyptien laïque Faraj Fouda, tué le 8 juin 1992. En 2000, il s'envole pour l'Europe, il prononce des prêches en Allemagne, à Hambourg, auxquels assiste Mohammed Atta.
Son éloquence et sa répartie en font un des grands spécialistes du débat (mounadhara al niqachiya) du courant salafiste révolutionnaire (parfois dénommé salafisme jihadiste, opposé au salafisme piétiste dépolitisé). Il fut donc un temps une figure de l’émission Al Ittajah Al Mouakiss d’Al Jazeera, animée par Fayçal Al Kassem, programme durant lequel il s’est taillé une réputation de redoutable polémiste. Seuls deux débats ont contribué à sa renommée dans le monde arabe et lui ont attiré nombre de sympathie dans les milieux conservateurs : l'un avec le mufti de Syrie, l’autre avec un partisan de la ligne moderniste et laïque (dans lequel interviendra par téléphone un autre leader du courant salafiste jihadiste, Abou Qatada al Filistini).
Il est aussi l’auteur de nombreuses conférences filmées. L’une d’entre elles, réalisée à Milan en Italie, intitulée « La démocratie cette idole » aura un écho considérable auprès d’une partie de la jeunesse musulmane occidentale, non seulement pour la qualité de l’argumentation mais aussi pour son style et son ton teinté d’humour sarcastique.
Il est libéré de prison le 14 avril 2011 après une grâce royale. Chakib al-Khiari, condamné à trois ans de prison en 2009 pour avoir mis en cause des dignitaires du régime dans un trafic de drogue, figure également parmi les détenus graciés et libérés le même jour. Il a depuis radicalement changé de ton, même à l'égard de la Jamaat[pas clair]. Il déclare que « le califat n'est d’ailleurs pas le seul pouvoir dûment conforme à la charia ». Mohamed Fizazi participe à Tanger à une marche contre le mouvement du 20 février (M20F) et soutient la constitution. Il confie au quotidien Akhbar Al Yawm que « le mouvement du 20 février doit être purifié des athées ».